# Rumunia na Letnich Igrzyskach Olimpijskich 1964
Rumunię na Letnich Igrzyskach Olimpijskich 1964 reprezentowało 138 zawodników – 108 mężczyzn i 30 kobiet.

## Medale
| Medal  | Zawodnicy                                                   | Sport         | Konkurencja | Data |
| ------ | ----------------------------------------------------------- | ------------- | ----------- | ---- |
| złoto  | Iolanda Balaș                                               | Lekkoatletyka |             |      |
| złoto  | Mihaela Peneș                                               | Lekkoatletyka |             |      |
| srebro | Hilde Lauer                                                 | Kajakarstwo   |             |      |
| srebro | Valeriu Bularca                                             | Zapasy        |             |      |
| srebro | Andrei Igorov                                               | Kajakarstwo   |             |      |
| srebro | Ion Tripșa                                                  | Strzelectwo   |             |      |
| brąz   | Hilde Lauer                                                 | Kajakarstwo   |             |      |
| brąz   | Ion Cernea                                                  | Zapasy        |             |      |
| brąz   | Simion Cuciuc Atanasie Sciotnic Mihai Țurcaș Aurel Vernescu | Kajakarstwo   |             |      |
| brąz   | Hilde Lauer Cornelia Sideri                                 | Kajakarstwo   |             |      |
| brąz   | Lia Manoliu                                                 | Lekkoatletyka |             |      |
| brąz   | Dumitru Pîrvulescu                                          | Zapasy        |             |      |

## Wyniki

### Boks
- Constantin Ciucă
- Constantin Crudu
- Vasile Mariuțan
- Iosif Mihalic
- Vasile Mirza
- Ion Monea
- Gheorghe Negrea
- Constantin Niculescu
- Nicolae Puiu

### Gimnastyka
Mężczyźni
- Anton Cadar
- Gheorghe Condovici
- Petre Miclăuș
- Frederic Orendi
- Alexandru Szilaghi
- Gheorghe Tohăneanu

Kobiety
- Elena Ceampelea
- Cristina Doboşan
- Atanasia Ionescu
- Sonia Iovan-Inovan
- Elena Leuștean-Popescu
- Emilia Vătășoiu-Liță

### Kajakarstwo
Mężczyźni
- Simion Cuciuc
- Andrei Igorov
- Haralambie Ivanov
- Igor Lipalit
- Vasile Nicoară
- Atanasie Sciotnic
- Achim Sidorov
- Aurel Vernescu
- Mihai Țurcaș

Kobiety
- Hilde Lauer
- Cornelia Sideri

### Kolarstwo
- Gheorghe Bădără
- Constantin Ciocan
- Ion Cosma
- Gabriel Moiceanu
- Emil Rusu

### Lekkoatletyka
Mężczyźni
- Andrei Barabaș
- Șerban Ciochină
- Constantin Grecescu
- Valeriu Jurcă
- Ilie Popa

Kobiety
- Iolanda Balaș
- Olimpia Cataramă
- Maria Diți-Diaconescu
- Lia Manoliu
- Mihaela Peneș
- Ana Maria Sălăjan
- Viorica Viscopoleanu

### Piłka nożna
- Marin Andrei
- Sorin Avram
- Dan Coe
- Gheorghe Constantin
- Carol Creiniceanu
- Ilie Datcu
- Nicolae Georgescu
- Ilie Greavu
- Bujor Hălmăgeanu
- Ion Ionescu
- Dumitru Ivan
- Emeric Jenei
- Constantin Koszka
- Ion Nunweiller
- Cornel Pavlovici
- Mircea Petrescu
- Emil Petru
- Ion Pîrcălab

### Piłka wodna
- Iosif Culineac
- Nicolae Firoiu
- Anatol Grințescu
- Ștefan Kroner
- Emil Mureșan
- Cornel Mărculescu
- Gruia Novac
- Alexandru Szabo
- Aurel Zahan
- Mircea Ștefănescu

### Podnoszenie ciężarów
- Fitzi Balaș
- Lazăr Baroga

### Siatkówka
Mężczyźni
- Nicolae Bărbuță
- Mihai Chezan
- Mihai Coste
- Eduard Derzsei
- Aurel Drăgan
- Gheorghe Fieraru
- Constantin Ganciu
- Mihai Grigorovici
- Horațiu Nicolau
- Davila Plocon
- Iuliu Szöcs

Kobiety
- Alexandrina Chezan
- Sonia Colceru
- Ileana Enculescu
- Elisabeta Goloşie
- Doina Ivănescu
- Cornelia Lăzeanu
- Ana Mocanu
- Doina Popescu
- Natalia Todorovschi
- Lia Vanea

### Strzelectwo
- Neagu Bratu
- Traian Cogut
- Ion Dumitrescu
- Gheorghe Enache
- Gavril Maghiar
- Ion Olărescu
- Nicolae Rotaru
- Marcel Roșca
- Ion Tripșa

### Szermierka
Mężczyźni
- Atilla Csipler
- Ionel Drîmbă
- Iuliu Falb
- Ștefan Haukler
- Tănase Mureșanu
- Octavian Vintilă

Kobiety
- Ana Derşidan-Ene-Pascu
- Ileana Gyulai-Drîmbă-Jenei
- Olga Szabó-Orbán
- Ecaterina Stahl-Iencic
- Maria Vicol

### Wioślarstwo
- Lajos Kovács-Borbely
- Ionel Petrov
- Ștefan Pongratz
- Oprea Păunescu
- Gheorghe Riffelt
- Nichifor Tarara
- Carol Vereș

### Zapasy
- Francisc Balla
- Marin Bolocan
- Valeriu Bularcă
- Ion Cernea
- Nicolae Martinescu
- Gheorghe Popovici
- Dumitru Pîrvulescu
- Ștefan Stîngu
- Ștefan Tampa
- Gheorghe Țarălungă
- Ion Țăranu